# أذن
الأذن هي عضو يستخدم من قبل الكائنات لاستشعار الصوت ضمن ما يعرف بحاسة السمع. يستخدم المصطلح إما للإشارة للعضو الخارجي الظاهر من الجهاز السمعي أو عن كامل الجهاز السمعي الداخلي المسؤول عن المعالجة الأولية للصوت. ليس لكل الحيوانات أذن في ذات الجزء من أجسامها.
والأُذُن هي العضو الحسي الذي يمكّننا من خلالها السمع، والذي هو أحد أهم الحواس، فنحن نتفاهم مع بعضنا عن طريق الكلام، وهذا يعتمد على السمع بشكل رئيسي. ويتعلم الأطفال الكلام عن طريق الاستماع إلى حديث الآخرين وتقليده. وإذا أُصيب الطفل بإعاقة في السمع، فهي غالباً ما تؤدي إلى صعوبة في الكلام. ومن فوائد السمع أنه يحذرنا من الأخطار كسماعنا صوت تحذير بوق السيارة أو صفارة القطار، وحتى أثناء النوم قد نسمع جهاز التحذير من الحريق، أو نباح كلب الحراسة، كذلك يمنحنا السمع المتعة عند الاستماع لتغريد الطيور، وأصوات الأمواج التي تتكسر على الشاطئ.
السمع عملية معقدة، فكل شيء يتحرك يحدث صوتًا، ويتكون الصوت من اهتزازات لجزيئات الهواء التي تنتقل في موجات، ثم تدخل هذه الموجات الصوتية إلى الأذن، حيث تتحول من حرذة تموجية إلى إشارات عصبية ترسل إلى الجزء المسؤول عن السمع في الدماغ، الذي يقوم بدوره بترجمة هذه الإشارات العصبية إلى ما نسمعه من أصوات.
للأذن وظيفة أخرى بالإضافة للسمع وهي حفظ التوازن، فهي تحتوي في الأذن الداخلية على أعضاء خاصة تستجيب لحركات الرأس فتعطي الدماغ معلومات عن أي تغيير في وضع الرأس. فيقوم الدماغ ببعث رسائل إلى مختلف العضلات التي تحفظ الرأس والجسم متوازنين، كما في حال الوقوف، أو الجلوس، أو السير، أو أي حركة أخرى.
لكثير من الحيوانات آذان مشابهة لآذان الإنسان، ويمتلك بعضها حاسة سمع قوية جدًا. والسمع مهم أيضًا لأمان وبقاء العديد من الحيوانات. فالأصوات تحذرها من اقتراب الأعداء أو أي خطر آخر. كما يقوم بعضها بالغناء أو الهسهسة أو الدندنة أو إصدار أصوات أخرى للتفاهم فيما بينها. ويعتمد الخفاش على السمع في حركته، إذ يطلق نبضات فوق صوتية (ذات تردد عالي لا يسمعه الإنسان) تنعكس من أي شيء يقع في طريقه أثناء الطيران فيسمعها ويتحاشى الاصطدام بالموانع. كما تستعمل بعض الخفافيش الصوت في النطاق الفوق صوتي في تحديد مكان الحشرات الطائرة.
تتطور الأذن من الجيب البلعومي الأول وستة تورمات صغيرة تتطور في الجنين المبكر تسمى اللوحيات الأذنية، وهي مشتقة من الأديم الظاهر.
قد تتأثر الأذن بالمرض، بما في ذلك العدوى والتلف الناتج عن الصدمات. قد تؤدي أمراض الأذن إلى فقدان السمع وطنين الأذن واضطرابات التوازن مثل الدوار، على الرغم من أن العديد من هذه الحالات قد تتأثر أيضًا بتلف الدماغ أو المسارات العصبية المؤدية من الأذن.
تم تزيين الأذن بالأقراط وغيرها من المجوهرات في العديد من الثقافات منذ آلاف السنين، وخضعت لتغييرات جراحية وتجميلية.

## التركيب
تقع الأذنان على جانبي رأس الإنسان، وتمتد الأذن إلى بُعد عميق داخل الجمجمة، وتتكون كل أذن من ثلاثة أجزاء رئيسية هي 1- الأذن الخارجية 2- الأذن الوسطى 3- الأذن الداخلية.
تٌفصل قناة الأذن الخارجية عن التجويف الطبلي المملوء بالهواء في الأذن الوسطى بواسطة طبلة الأذن. تحتوي الأذن الوسطى على ثلاث عظام صغيرة - العظميات - تشارك في نقل الصوت، وهي متصلة بالحلق في البلعوم الأنفي، عبر الفتحة البلعومية لقناة استاكيوس. تحتوي الأذن الداخلية على أعضاء غبار الأذن - العضو الذكري والكيس - والقنوات نصف الدائرية التي تنتمي إلى الجهاز الدهليزي، بالإضافة إلى قوقعة الجهاز السمعي.

### الأذن الخارجية
تتكوّن من جزءين هما:
1. الصـيوان.
2. النفق السمعي الخارجي.[بحاجة لمصدر]

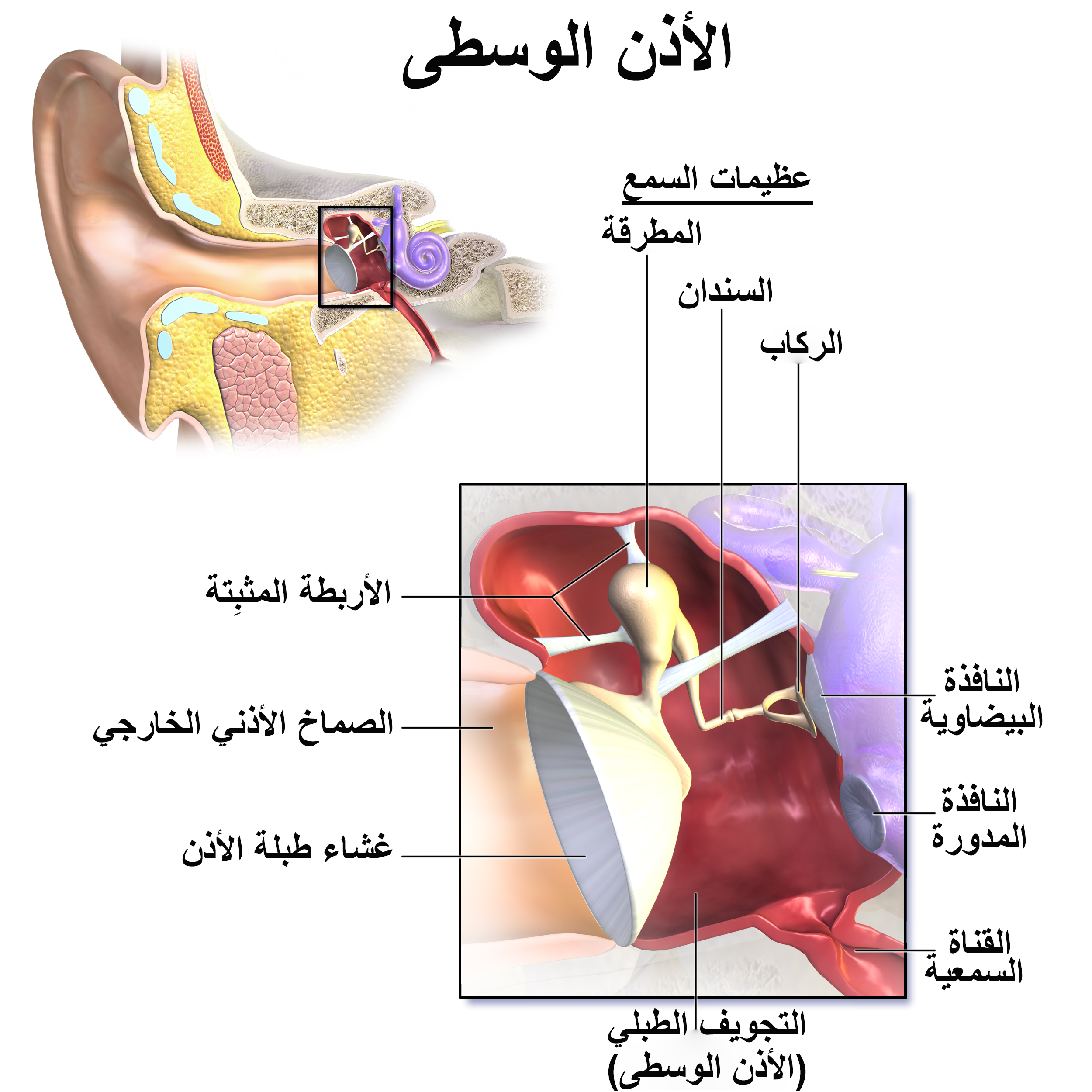
تجويف الأذن الوسطى

- تجويف الأذن الوسطىالصيوان: هو الجزء المنحني والظاهر من الأذن خارج الرأس، وهو خال من العظام، ويتكون أساساً من نسيج متين ومرن يُسمى: الغضروف، الذي يغطى بطبقة رقيقة من الجلد، ويسمى الجزء الأسفل المتدلي من الصيوان بشحمة الأذن (الرَّوم) وتتكون من مادة دهنية.

يتكون الصيوان من قطعة واحدة من الغضروف المرن مع ارتياح معقد على سطحه الداخلي وتكوين ناعم إلى حد ما على سطحه الخلفي. توجد حديبة، تُعرف باسم حديبة داروين، في بعض الأحيان، مستلقية في الجزء النازل من اللولب وتتوافق مع طرف أذن الثدييات. يتكون شحمة الأذن من الهالة والأنسجة الدهنية. يسمح الترتيب المتماثل للأذنين بتوطين الصوت.
تربط ثلاث عضلات الصيوان بالرأس، وليس لهذه العضلات استعمال مفيد لدى الإنسان إلا أنها يمكن أن تتحرك عند بعض الأشخاص مما يجعل آذانهم تهتز. وتنمو هذه العضلات عند بعض الحيوانات نمواً كبيراً وتتحرك بصورة جيدة، مما يمكن القطط والكلاب والثعالب والخيول والأرانب من توجيه آذانها نحو مصدر الصوت، وتزداد بالتالي حدة السمع لديها.
- النفق السمعي الخارجي: هو الفتحة التي تُرى بالنظر المباشر إلى الأذن، وهي طريق يؤدي إلى طبلة الأذن، وهي عبارة عن غشاء رقيق مشدود بقوة. ويبلغ نصف قطره نحو 10 ملم وهي تفصل بين الأذن الخارجية والوسطى، وتسمى أيضًا الغشاء الطبلي. ويبلغ طول قناة السمع الخارجية نحو 5,2 سم، وهي تنحني نوعاً ما على شكل حرف "S" في اللغة الإنجليزية. ويحتوي الجلد في الثلث الخارجي منها على شعر، وغدد عرقية، وغدد أخرى تفرز الصملاخ (شمع الأذن) هو سائل دهني تفرزه الغدد الشمعية وظيفته حماية الأذن من البكتيريا والفطريات. الذي يساعد على حماية الطبلة بالتقاط الأوساخ التي قد تتجمع حولها. وقد يتطلب الأمر أحياناً تدخل الطبيب للتخلص من هذا الشمع المتراكم، وينبغي ألا يحاول أي شخص إخراج هذا الشمع بنفسه باستعمال بعض الأشياء الصغيرة مثل أعواد الثقاب، إذ قد يؤدي هذا إلى تمزق الطبلة.

ويحيط العظم الصدغي بثلثي النفق السمعي الخارجي، وهذا العظم (أي الصدغي) هو أكثر العظام صلابة في الجسم، وهو يحيط أيضاً بالأذن الوسطى والداخلية، وهو بذلك يحمي المكونات الدقيقة لتلك الأجزاء من الأذن.
ترتبط مجموعتان من العضلات بالأذن الخارجية: العضلات الداخلية والخارجية. في بعض الثدييات، يمكن لهذه العضلات تعديل اتجاه الصيوان. في البشر، تأثير هذه العضلات ضئيل أو معدوم. يتم تغذية عضلات الأذن من خلال العصب الوجهي، والذي يوفر أيضًا الإحساس لجلد الأذن نفسها، وكذلك إلى تجويف الأذن الخارجي. يقوم كل من العصب الأذني الكبير، والعصب الأذني، والعصب الأذني الصدغي، والأعصاب القذالية الأصغر والأكبر من الضفيرة العنقية بالإحساس بأجزاء من الأذن الخارجية والجلد المحيط.

### الأذن الوسطي
هي حجرة ممتلئة بالهواء حجمها نحو 1 سنتيمتر مكعب وهي متصلة بالجو الخارجي عن طريق قناة أوستاكي التي تفتح في البلعوم. وتكون الأذن الوسطى خلف طبلة الأذن وتحتوي على عظام الأذن الوسطى، والتي تسمى أيضاً ب عظيمات السمع المكونة من «المطرقة» و«السندان» و«الركاب». تلك الثلاثة عظام موصولة على التوالي ووظيفتها توصيل اهتزازات الطبلة مضخمة إلى قوقعة الأذن. العظمة الثالثة من عظام الأذن الوسطى هو أصغر عظمة في الجسم. هذه العظام مرتبة بحيث أن حركة العظم الأول تنتقل إلى العظام الأخرى ومنها إلى القوقعة الأذنية. وقناة أوستاكي مثل الجيوب الأنفية تكون عبارة عن فراغ في الجمجمة فيه هواء ومبطن بغشاء مخاطي ويدخل الهواء إليها من البلعوم خلف الفم. العظم الحلمي الذي يقع خلف الاذن يحتوي على فراغات فيها هواء تتصل بالأذن الوسطى.

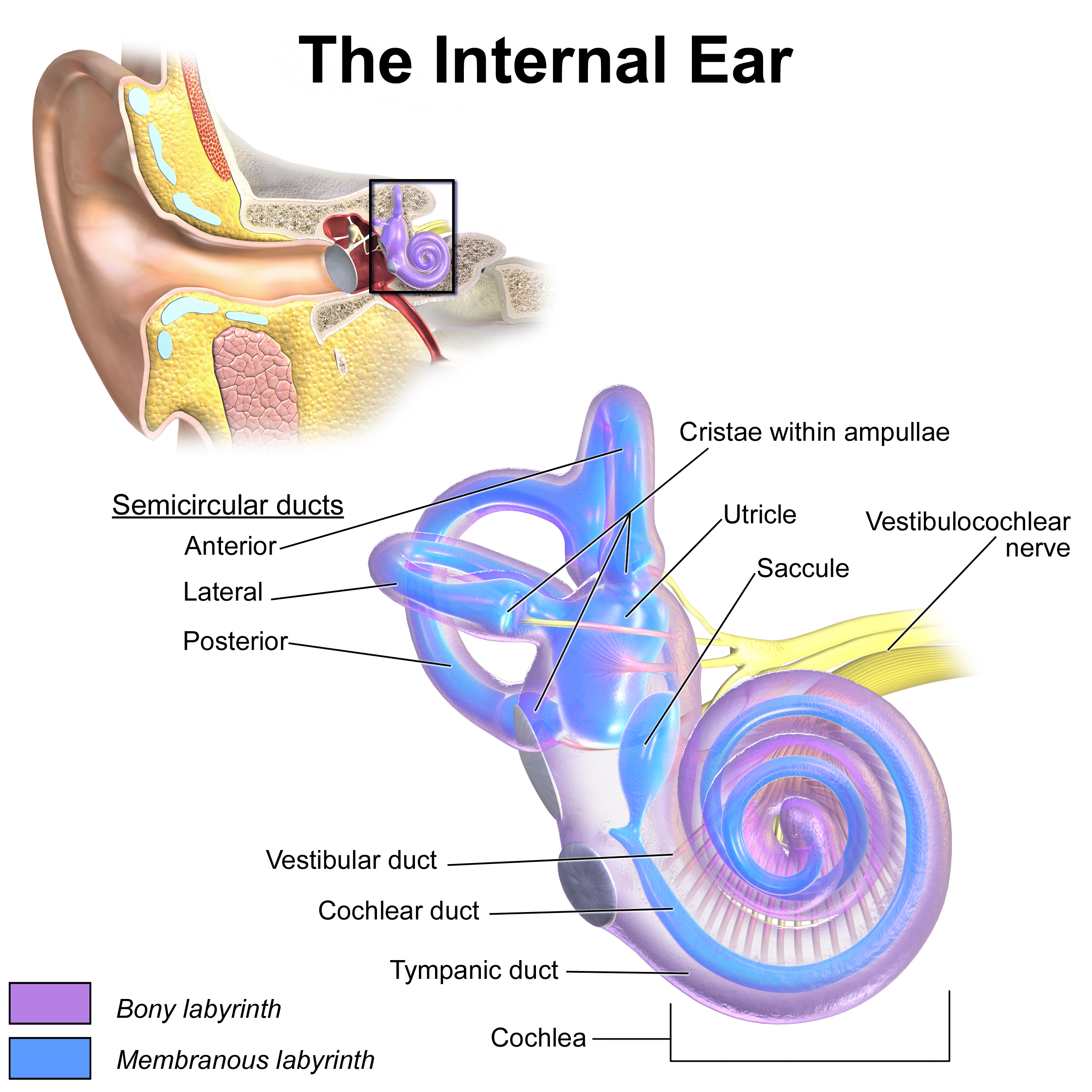
تستقبل الأذن الخارجية الصوت, وينتقل عبر عظميات الأذن، حيث يتم تحويله إلى إشارة عصبية في القوقعة وينتقل عبر العصب الدلهيزي القوقعي.

في العادة تكون قناة اوستاكي مسدودة لكنها تفتح كلما بلع الإنسان. عندما تكون في الطائرة فإن الهواء المحيط ينتقل من ضغظ مرتفع (على الأرض) إلى ضغط منخفض (يخفض الطيار الضغط داخل الطائرة حيث يقل الضغط في طبقات الجو العليا) فيتمدد الهواء في داخل الأذن الوسطى ويخرج بعضه من الأذن الوسطى إلى الأنف. عندما تهبط الطائرة يجب أن تُفتح قناة اوستاكي (يساعد على ذلك مثلا بتكرار البلع) لموازنة الضغط في الأذن الوسطى. كذلك يشعر الغواص باختلاف الضغط حول الأذن الوسطى. (ملحوظة: يشعر بعض الناس أحياناً في الطائرة أثناء الهبوط بألم شديد في الأذن بسبب عدم تساوي ضغط
الهواء داخل وخارج الأذن). عند الهبوط يرفع الطيار ضغط الهواء في الطائرة لمعادته مع الضغط الخارجي على الأرض. من هنا ينشأ عدم تساوي ضغط الهواء خارج وداخل الأذن ويشعر الراكب بالألم في أذنه. ويمكن تفادي ذلك الألم بأن يستنشق الشخص كمية وفيرة من الهواء ويبتلعه مع قفل الفم فتنفتح قناة أوستاكي وتعادل ضغط الهواء داخل وخارج الأذن. تكرار عملية ملئ الصدر بالهواء وقفل الفم والبلع تعمل على فتح قناة أوستاكي ولا يشعر الإنسان بألم في أذنه أثناء هبوط الطائرة).

### الأذن الداخلية
تقع الأذن الداخلية داخل العظم الصدغي في تجويف معقد يسمى التيه العظمي. تحتوي على العديد من التراكيب الدقيقة المتصلة ببعضها وتسمى أحياناً التيه، وهي عبارة عن مجموعة من الممرات المركبة بشكل معقد، وتتكون من تيه عظمي يحيط بتيه غشائي أصغر منه ويفصل بينهما سائل ذو تركيب خاص.
وتتكون الأذن الداخلية من ثلاثة أجزاء رئيسية هي:
1. الدهليز.
2. القنوات الهلالية الثلاث أو ما يسمى بالقنوات شبه الدائرية.
3. القوقعة.| الأذن الداخلية                                                        |
| النفق الخلفي النفق العلوي القريبة النفق الأفقي الدهليز القوقعة الكييس |
| مكونات الأذن الداخلية                                                 |

- الدهليز: غرفة صغيرة، دائرية الشكل، طولها نحو 5 ملم، وهو يمثل الجزء الأوسط من الأذن الداخلية، وتربط جدرانه العظمية بين القنوات الهلالية الثلاث والقوقعة، ويوجد بداخله كيسان يشبه كل واحد منهما الحقيبة ويدعيان القُرَيْبَة والكُيَيْس، ويُوجد على الجدار الداخلي لكلا الكيسين انتفاخ مبطن بخلايا شعرية، وهذه الأخيرة خلايا حسية خاصة ذات بروزات دقيقة تشبه الشعر، وهي متصلة بالألياف العصبية، وتغطى بغشاء دقيق تنطمر فيه حبوب معدنية صغيرة تسمى غبار التوازن. للدهليز غشاءان صغيران يواجهان الأذن الوسطى، أولهما النافذة البيضية التي تستند إلى الصفيحة القاعدية للرِّكاب، أما الثاني فهو النافذة المستديرة التي تقع أسفل النافذة البيضية مباشرة.
- القنوات الهلالية الثلاث: تقع خلف الدهليز وتتكون من ثلاث قنوات مرتبة فيما بينها بزوايا قائمة، وتسمى الجانبية والعليا والخلفية، وتقع القناة الجانبية في مستوى أفقي، في حين توجد القناتان العليا والخلفية بشكل عمودي، وتقع القناة العليا أمام القناة الخلفية وتشكل كل قناة ثلثي دائرة، وتحتوي على أنبوب مليء بسائل، ويتسع كل أنبوب عند نهايته مكوناً كيساً يسمى: الأنبورة (الجراب) وهو يحتوي على خلايا شعرية تتصل بالألياف العصبية، كما أن أنابيب الخلايا شبه الدائرية تتصل بالقُرَيْبَة التي تتصل بدورها بالكُيَيْس عن طريق إحدى القنوات. ويتكون عضو الأذن المسؤول عن حفظ التوازن من القنوات شبه الدائرية والقُرَيْبَة والكُيَيْس، وهي تسمى أحياناً أعضاء الدهليز أو أعضاء التيه.
- القوقعة: تقع أمام الدهليز وهي تشبه الصدفة الحلزونية، وتتكون من حلزون يدور حول نفسه مرتين ونصف المرة، وبداخله ثلاثة أنابيب ملتفة حولها ومليئة بسائل، ويبدأ الأنبوب الأول من النافذة البيضية ويبدأ الثاني من النافذة المستديرة، ويلتقي هذان الأنبوبان عند قمة الحلزون. أما الأنبوب الثالث الذي يسمى أنبوب القوقعة فيقع بين الأنبوبين الأولين. ويحتوي على الغشاء القاعدي الذي يوجد به أكثر من 15 ألف خلية شعرية، وهذه الخلايا تُكوِّنُ عضو كورتي وهو عضو السمع الفعلي. ويوجد غشاء آخر فوق الخلايا الشعرية يسمى الغشاء السقفي.

يسمى عصب الأذن الداخلية المسؤول عن السمع والتوازن بالعصب الدهليزي القوقعي، وله فرعان: الأول هو العصب القوقعي الذي تمتد أليافه إلى الخلايا الشعرية الموجودة في عضو كورتي، حيث ينقل حس السمع. والثاني هو العصب الدهليزي وتمتد أليافه إلى الخلايا الشعرية في القُرَيْبَة والكُيَيْس وأنبورة القنوات شبه الدائرية، وينقل حس التوازن.

### التغذية الدموية
يختلف تدفق الدم إلى الأذن وفقًا لكل جزء من أجزاء الأذن. يتم تزويد الأذن الخارجية بعدد من الشرايين.
يوفر الشريان الأذني الخلفي الجزء الأكبر من إمداد الدم. توفر الشرايين الأمامية للأذن بعض الإمداد للحافة الخارجية للأذن وفروة الرأس خلفها. الشريان الأذني الخلفي هو فرع مباشر من الشريان السباتي الخارجي، والشرايين الأذنية الأمامية هي فروع من الشريان الصدغي السطحي. يلعب الشريان القذالي دورًا أيضًا.
يتم توفير الأذن الوسطى من خلال الفرع الخشائي من الشرايين الأذنية القذالية أو الخلفية والشريان الأذني العميق، وهو فرع من الشريان الفكي العلوي. الشرايين الأخرى الموجودة ولكنها تلعب دورًا أصغر تشمل فروع الشريان السحائي الأوسط والشريان البلعومي الصاعد والشريان السباتي الداخلي وشريان القناة الجناحية.
يتم تزويد الأذن الداخلية من خلال الفرع الطبلي الأمامي من الشريان الفكي. الفرع الإبري الخشائي للشريان الأذني الخلفي؛ الفرع الصخري للشريان السحائي الأوسط؛ والشريان المتاهة، الذي ينشأ إما من الشريان المخيخي السفلي الأمامي أو الشريان القاعدي.

## الوظيفة

### حاسة السمع
يتكون الصوت من ذبذبات تسير في موجات عبر الهواء أو الأرض أو مواد وأسطح أخرى. وتختلف الأصوات من حيث التردد والشدة، والتردد هو عدد الذبذبات التي تحدث كل ثانية وتقاس بالهرتز، والهرتز يساوي ذبذبة واحدة كل ثانية، والصوت ذو التردد العالي له درجة نغم عالية. وبالمقابل فإن الصوت ذا التردد المنخفض له درجة نغم منخفضة. ويتراوح مدى السمع الطبيعيّ للإنسان ما بين 20 و20,000 هرتز. وتقل قدرة الإنسان على سماع الأصوات ذات التردد العالي مع التقدم في العمر، أما شدة الصوت فهي كمية الطاقة في موجة الصوت، وهي تقاس بالديسيبل. ويصعب على الإنسان أن يسمع صوتًا قوته صفر ديسيبل، أما الأصوات الأعلى من 140 ديسيبل فإنها قد تسبب ألمًا للأذن، وقد تتضرر الأذن بشكل خطير.
هذا الجزء يتناول 1- كيفية انتقال الصوت إلى الأذن الداخلية. 2- كيفية وصول الصوت إلى الدماغ.

#### كيفية انتقالالصوتإلىالأذن الداخلية
- تدخل موجات الصوت إلى قناة السمع الخارجية وترتطم بطبلة الأذن فتجعلها تهتز وتحدث ذبذبات تنتقل من الطبلة إلى عظيمات الأذن الوسطى الثلاث وهي المطرقة فالسندان فالركاب، وتهتز الصفيحة القاعدية للركاب داخل النافذة البيضية التي تقع بين الأذن الوسطى، والأذن الداخلية محدثة موجات في سائل أنابيب القوقعة.
- هناك وظيفة أخرى للعظيمات السمعية وهي تضخيم (تقوية) الموجات الصوتية معوضة بذلك الفقدان الجزئي لقوة الصوت الناجم عن مروره في سائل القوقعة إذ إنها تقل تقريبًا بمقدار 30 ديسيبل مقارنة بقوتها أثناء المرور في الهواء.
- وهناك وسيلة أخرى لوصول الموجات الصوتية إلى الأذن الداخلية ويتم ذلك عن طريق عظام الجمجمة وتسمى هذه الطريقة النقل العظمي، وينتقل بهذه الطريقة أيضًا جزء من صوت الإنسان نفسه إلى أذنه الداخلية.

#### كيفية وصول الصوت إلى الدماغ
- تتحرك الصفيحة القاعدية للركاب في النافذة البيضية محدثة موجات في سائل القوقعة الذي يضغط على الغشاء القاعدي ويجعله يتحرك، فتنزلق الخلايا الشعرية لعضو كورتي على الغشاء السقفي المتدلي فوقها، وينتج عن ذلك انثناء الخلايا الشعرية مما يحدث دفعات في ألياف عصب القوقعة الملامس لهذه الخلايا. ويقوم عصب القوقعة بنقل هذه الدفعات إلى الفص الصدغي وهو المركز السمعي من الدماغ، ويقوم الدماغ بترجمة هذه الدفعات إلى أصوات.
- تتفاوت أماكن تأثير الأصوات المختلفة على الخلايا الشعرية للغشاء القاعدي، فالأصوات ذات التردد العالي تؤثر على الخلايا الشعرية الموجودة في أسفل الحلزون، وتحرك الأصوات ذات التردد المتوسط الخلايا الشعرية القريبة من وسط الحلزون، في حين أن الأصوات ذات التردد المنخفض تؤثر في الحلزون، إضافة لذلك ترسل الألياف العصبية الموجوده في الغشاء القاعدي دفعات لها تردد الصوت نفسه المولد لهذه الدفعات.
- يعتمد ما نسمعه من صوت على شدة الصوت الخارجي وعلى عدد الخلايا الشعرية في الأذن التي تتأثر بالصوت وعلى عدد الدفعات التي يرسلها عصب القوقعة إلى الدماغ؛ فالأصوات العالية تحرك عددًا كبيرًا من الخلايا الشعرية وعليه يرسل عصب القوقعة إشارات كثيرة.
- يعتمد تحديد الاتجاه الذي يأتي منه الصوت على السمع بالأذنين معًا. فالصوت الصادر من الجانب الأيمن لشخص يصل إلى الأذن اليمنى قبل اليسرى بجزء من الثانية، ويكون كذلك أقوى بقليل في الأذن اليمنى، ويقوم الدماغ بإدراك هذا الاختلاف اليسير في الوقت والقوة، ويتمكن بالتالي من تحديد الاتجاه الذي صدر منه الصوت.

يمكن للأذن البشرية بشكل عام سماع الأصوات بترددات تتراوح بين 20 هرتز و 20 كيلو هرتز (نطاق الصوت). تُعتبر الأصوات التي تقع خارج هذا النطاق دون صوت (أقل من 20 هرتز) أو الموجات فوق الصوتية (فوق 20 كيلو هرتز) على الرغم من أن السمع يتطلب جزءًا سمعيًا سليمًا وعاملاً من الجهاز العصبي المركزي بالإضافة إلى أذن عاملة، إلا أن الصمم البشري (عدم الحساسية تجاه الصوت) يحدث بشكل شائع بسبب تشوهات الأذن الداخلية، وليس في الأعصاب أو المسالك في الجهاز السمعي المركزي.

## خاصية التوازن
لا يدرك معظم الناس خاصية التوازن بنفس درجة إدراكهم للسمع والبصر وبقية الحواس، إذا لا يمكننا بغياب خاصية التوازن أن نحفظ أجسامنا قائمة، بل قد نترنح ونقع إن حاولنا التحرك.
يقوم الدماغ بحفظ التوازن عن طريق الاستجابة للمعلومات التي تصله من مختلف الأعضاء الحسية، فتصله المعلومات عن التغيرات في وضع الرأس عن طريق أعضاء الدهليز، وهي القنوات شبه الدائرية والقُرَيْبَة والكُيَيْس. أما في حالة تغير وضع الجسم، فإن المعلومات تصل إليه عن طريق العينين وعن طريق الأطراف. والأجزاء الأخرى من الجسم التي تمتلك خلايا خاصة حساسة للضغط، فيقوم الدماغ آنذاك بتنسيق حركات مختلف العضلات التي تحفظ الرأس والجسم في حالة توازن. وتحدث هذه الحركات العضلية تلقائيًا وتسمى الفعل المنعكس. يشرح هذا الجزء 1- كيف تستجيب القنوات شبه الدائرية للحركة. 2- وكيف تستجيب القُرَيْبَة والكُيَيْس للجاذبية. 3- وأخيرًا اضطرابات أعضاء التوازن.
تساعدنا القنوات شبه دائرية مليئة بالسائل على حفظ توازننا، ويتدفق السائل في اتجاه معين عند تحريك الرأس. تؤثر مختلف أنواع الحركات في جميع القنوات، ويؤثر التفات الرأس على القناة الجانبية في كل أذن.

### الاستجابة للحركة
تستجيب القنوات شبه الدائرية للتغيرات في زاوية الرأس كالالتفات والميل والثني، ويتدفق سائل أنابيب القنوات في اتجاه معين نتيجة لهذه الحركات. فإذا التفت الرأس تتأثر القناة الجانبية أو الأفقية في كل أذن، فيتحرك السائل في اتجاهات معاكسة ضمن أنابيب القناتين، وهذه الحركة تنبه الخلايا الشعرية لأنبورة إحدى الأذنين، فترسل عددًا كبيرًا من الدفعات إلى الدماغ عبر ألياف العصب الدهليزي الملامسة لهذه الخلايا. أما في الأذن الأخرى فإن لحركة السائل تأثيرًا عكسيًا وترسل دفعات أقل عددًا إلى الدماغ. وإذا أدرت رأسك جهة اليسار مثلاً فإن الدفعات المرسلة من الأذن اليسرى إلى الدماغ تزداد، وتقل تلك المرسلة من الأذن اليمنى، ويمكن للدماغ أن يحدد الاتجاه الذي استدار إليه الرأس تبعًا لاختلاف عدد الدفعات القادمة إليه من كل أذن. وعندما يكون الرأس ثابتًا ترسل الأذنان عددًا متساويًا من الدفعات إلى الدماغ الذي يدرك بدوره أن الرأس ثابت.
الاستجابة للجاذبية. تستجيب القُرَيْبَة والكُيَيْس لشدة الجاذبية بوساطة غبار التوازن، وعندما يضغط غبار التوازن على الخلايا الشعرية فإنها تنبه ألياف العصب الدهليزي الملامسة لها. وتعتمد قوة الضغط هذه على شدة الجاذبية، ويرسل العصب الدهليزي هذه المعلومات إلى الدماغ الذي يستجيب بالحفاظ على وضع الجسم. وإذا كانت الجاذبية معدومة، كما هو الحال في الفضاء الخارجي، فإن القُرَيْبَة والكُيَيْس تتوقفان عن العمل بينما تستمر القنوات شبه الدائرية في أداء وظيفتها.
اضطرابات أعضاء التوازن. من الصعب في مثل هذه الاضطرابات أن يحفظ الإنسان رأسه وجسمه معتدلين، إذ ترسل أعضاء الدهليز آنذاك دفعات زائدة أو ناقصة عن الحد الطبيعي إلى الدماغ، ويقوم الدماغ بتفسير هذه الرسالة المشوهة على شكل فقد لتوازن الجسم، ويشعر الإنسان حينها بإحساس كاذب بالحركة أو عدم الاتزان وتسمى هذه الحالة الدُّوَار، ويبدأ الإنسان بالاعتماد في هذه الحالة على بصره وحواسه الأخرى للحفاظ على توازنه.
يعاني بعض الأشخاص من دوار الحركة لدى سفرهم بالسفينة أو السيارة أو القطار أوعند دورانهم حول أنفسهم بشكل سريع، ومن أعراض هذه الحالة حدوث الدوار والغثيان والقيء، وتنجم الحالة أساسًا نتيجة التنبيه الشديد لأعضاء الدهاليز، وما زال العلماء يجهلون سبب قابلية بعض الأشخاص للإصابة بدوار الحركة بسهولة أكثر من الآخرين.

## التطور
أثناء مرحلة التطور الجنيني، تتطور الأذن على شكل ثلاثة هياكل متميزة: الأذن الداخلية والأذن الوسطى والأذن الخارجية. ينشأ كل هيكل من طبقة جرثومية مختلفة: الأديم الظاهر والأديم الباطن واللحمة المتوسطة.

### الأذن الداخلية
بعد الانغراس، في حوالي الأسبوع الثاني إلى الأسبوع الثالث، يتكون الجنين النامي من ثلاث طبقات: الأديم الباطن والأديم المتوسط والأديم الظاهر. الجزء الأول من الأذن الذي يتطور هو الأذن الداخلية، والتي تبدأ في التكوين من الأديم الظاهر في اليوم الثاني والعشرين من تطور الجنين. على وجه التحديد، الأذن الداخلية مستمدة من سماكتين تسمى اللوحيات الأذنية على جانبي الرأس. تنحسر كل صفائح أذنية أسفل الأديم الظاهر، وتشكل حفرة أذنية ثم حويصلة أذنية. ستصبح هذه الكتلة بأكملها في النهاية محاطة باللحمة المتوسطة لتشكيل التيه العظمي.
في حوالي اليوم الثالث والثلاثين من التطور، تبدأ الحويصلات في التمايز. أقرب إلى الجزء الخلفي من الجنين، فإنها تشكل ما سيصبح قنوات أوتيكلي وشبه دائرية. بالقرب من مقدمة الجنين، تتمايز الحويصلات إلى كيس بدائي، والذي سيصبح في النهاية الكيس والقوقعة. سينتج جزء من الكيس في النهاية ويتصل بقناة القوقعة. تظهر هذه القناة تقريبًا خلال الأسبوع السادس وتتصل بالحقيبة من خلال لم شمل القناة.
عندما تبدأ اللحمة الوسيطة للقناة القوقعة في التمايز، تتشكل ثلاثة تجاويف: سكالا الدهليز، وسكالا الطبلة يحتوي كل منسكالا فستيبيول وسكالا تباني على سائل خارج الخلية يسمى بريلمف. تحتوي وسائط scala على اللمف الجواني. تتطور مجموعة من الأغشية تسمى الغشاء الدهليزي والغشاء القاعدي لفصل قناة القوقعة عن القناة الدهليزية والقناة الطبلية على التوالي.

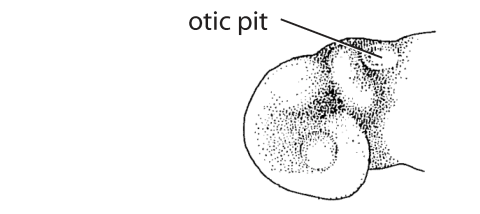
اللوحة الأذنية المرئية في هذا الرسم التخطيطي للجنين النامي.

تشكل أجزاء من الحويصلة الأذنية بدورها العصب الدهليزي القوقعي. تشكل هذه الخلايا العصبية ثنائية القطب التي تزود الإحساس بأجزاء من الأذن الداخلية (أي الأجزاء الحسية للقنوات الهلالية، والبقعة البقعية في الوتر والكيس، وعضو كورتي). يبدأ العصب في التكون في حوالي اليوم الثامن والعشرين.

### التنظيم الجزيئي
معظم الجينات المسؤولة عن تنظيم تكوين الأذن الداخلية وتشكلها هي أعضاء في عائلة الجينات المثلية مثل جينات Pax و Msx و Otx homeobox. يتم تنظيم تطوير هياكل الأذن الداخلية مثل القوقعة بواسطة Dlx5 / Dlx6 و Otx1 / Otx2 و Pax2، والتي بدورها يتحكم فيها الجين الرئيسي Shh. Shh يفرز بواسطة نوت ورت.

### الأذن الوسطي
تتطور الأذن الوسطى ومكوناتها من القوسين البلعومي الأول والثاني. يتطور التجويف الطبلي والأنبوب السمعي من الجزء الأول من الجيب البلعومي بين القوسين الأولين في المنطقة التي ستستمر أيضًا في تطوير البلعوم. يتطور هذا كهيكل يسمى العطلة الأنبوبية. تظهر العظيمات (المطرقة والسندان والركاب) بشكل طبيعي خلال النصف الأول من نمو الجنين. أول اثنين (المطرقة والسندان) مشتق من القوس البلعومي الأول والركاب مشتق من الثاني. تتطور جميع العظيمات الثلاثة من القمة العصبية. في نهاية المطاف، ستختبر الخلايا من الأنسجة المحيطة بالعظميات موت الخلايا المبرمج وستشكل طبقة جديدة من الظهارة الباطنية تشكيل جدار التجويف الطبلي.

### الأذن الخارجية
على عكس هياكل الأذن الداخلية والوسطى، والتي تتطور من الجيوب البلعومية، تنشأ قناة الأذن من الجزء الظهري للشق البلعومي الأول. تم توسيعه بالكامل بحلول نهاية الأسبوع الثامن عشر من التطوير. تتكون طبلة الأذن من ثلاث طبقات (الأديم الظاهر والأديم الباطن والنسيج الضام). ينشأ الصيوان عن اندماج ستة تلال. تُشتق التلال الثلاثة الأولى من الجزء السفلي من القوس البلعومي الأول وتشكل الزنمة، وصليب اللولب، واللولب، على التوالي. تُشتق التلال الثلاثة الأخيرة من الجزء العلوي من القوس البلعومي الثاني وتشكل اللولب المضاد، والمضاد، وشحمة الأذن. تتطور الآذان الخارجية في أسفل العنق. نظرًا لأن الفك السفلي يتجهون نحو مستوى موضعهم النهائي بالعينين.

## الأذن اليمنى واليسرى
يعتقد منذ القدم أن الأذن اليمنى مثل الأذن اليسرى تماما، ولكن أكشف باحثون أمريكيون أن الأذن اليمنى أكثر تمييزا للأصوات، واليسرى أكثر تمييزا للموسيقى 

## الأهمية السريرية

### فقدان السمع
قد يكون فقدان السمع إما جزئيًا أو كليًا. قد يكون هذا نتيجة إصابة أو ضرر أو مرض خلقي أو أسباب فسيولوجية. عندما يكون فقدان السمع نتيجة إصابة أو تلف في الأذن الخارجية أو الأذن الوسطى، فإنه يُعرف بفقدان السمع التوصيلي. عندما يكون الصمم نتيجة إصابة أو تلف في الأذن الداخلية أو العصب الدهليزي القوقعي أو الدماغ، فإنه يُعرف باسم فقدان السمع الحسي العصبي.
تشمل أسباب ضعف السمع التوصيلي انسداد قناة الأذن بواسطة شمع الأذن، أو وجود عظيمات مثبتة معًا أو غير موجودة، أو ثقوب في طبلة الأذن. قد ينتج ضعف السمع التوصيلي أيضًا عن التهاب الأذن الوسطى مما يؤدي إلى تراكم السوائل في الفراغ المملوء بالهواء عادة، مثل التهاب الأذن الوسطى. رأب الطبلة هو الاسم العام لعملية إصلاح طبلة الأذن الوسطى والعظام. عادةً ما تُستخدم الطعوم المأخوذة من اللفافة العضلية لإعادة بناء طبلة الأذن السليمة. في بعض الأحيان يتم وضع عظام الأذن الاصطناعية لتحل محل العظام التالفة، أو يتم إعادة بناء السلسلة العظمية المعطلة من أجل توصيل الصوت بشكل فعال.
يمكن استخدام المعينات السمعية أو غرسات القوقعة الصناعية إذا كان ضعف السمع شديدًا أو طويلًا. تعمل المعينات السمعية من خلال تضخيم صوت البيئة المحلية وهي الأنسب لفقدان السمع التوصيلي. تنقل غرسات القوقعة الصوت الذي يُسمع كما لو كان إشارة عصبية، متجاوزًا القوقعة.

### تشوهات خلقية
تشوهات صيوان الأذن شائعة. تشمل هذه الحالات الشاذة متلازمات الكروموسومات مثل الحلقة 18. وقد يعاني الأطفال أيضًا من حالات قنوات الأذن غير الطبيعية وزرع الأذن السفلية. في حالات نادرة، لا يتكون صيوان الأذن (رتق)، أو يكون صغيراً للغاية (صيوان الأذن). يمكن أن يتطور صيوان الأذن الصغير عندما لا تتطور التلال الأذنية بشكل صحيح. يمكن أن تفشل قناة الأذن في التطور إذا لم يتم توجيهها بشكل صحيح أو إذا كان هناك انسداد. تعتبر الجراحة الترميمية لعلاج ضعف السمع خيارًا للأطفال الأكبر من خمس سنوات، مع إجراء جراحي تجميلي لتقليل حجم الأذن أو تغيير شكلها يسمى رأب الأذن. يهدف التدخل الطبي الأولي إلى تقييم سمع الطفل وحالة قناة الأذن وكذلك الأذن الوسطى والداخلية. اعتمادًا على نتائج الاختبارات، يتم إعادة بناء الأذن الخارجية على مراحل، مع التخطيط لأي إصلاحات محتملة لبقية الأذن.
يعاني واحد من كل ألف طفل من نوع من الصمم الخلقي المرتبط بتطور الأذن الداخلية. ترتبط التشوهات الخلقية في الأذن الداخلية بفقدان السمع الحسي العصبي ويتم تشخيصها عمومًا من خلال التصوير المقطعي المحوسب (CT) أو التصوير بالرنين المغناطيسي (MRI). تنجم مشاكل فقدان السمع أيضًا عن تشوهات الأذن الداخلية لأن تطورها منفصل عن تطور الأذن الوسطى والخارجية. يمكن أن تحدث تشوهات الأذن الوسطى بسبب أخطاء أثناء نمو الرأس والرقبة. تربط متلازمة الجيب البلعومي الأول تشوهات الأذن الوسطى ببنى المطرقة والسندان وكذلك عدم تمايز الرباط الرُكَابي الحلقي. ترتبط العيوب الصدغية وقناة الأذن أيضًا ببنية الأذن هذه ومن المعروف أنها مرتبطة بفقدان السمع الحسي العصبي وفقدان السمع التوصيلي.

### دُوار
يشير الدوار إلى التصور غير المناسب للحركة. هذا بسبب خلل في الجهاز الدهليزي. أحد أنواع الدوار الشائعة هو دوار الوضعة الانتيابي الحميد، عندما ينزاح غبار الأذن من البطينين إلى القناة الهلالية. تقع غبار الأذن النازحة على القبة، مما يسبب إحساسًا بالحركة عندما لا يكون هناك أي شيء. قد يؤدي مرض منير والتهاب تيه الأذن والسكتات الدماغية وغيرها من الأمراض المعدية والخلقية إلى الشعور بالدوار.

### الأذن الخارجية
تحدث إصابات الأذن الخارجية بشكل متكرر إلى حد ما، ويمكن أن تترك تشوهات بسيطة إلى كبيرة. تشمل الإصابات: تمزق، إصابات قلبية، حروق، التواء أو شد الأذن المتكرر للتأديب أو التعذيب. يمكن أن يتسبب التلف المزمن في الأذنين في الإصابة بأذن القرنبيط، وهي حالة شائعة في الملاكمين والمصارعين حيث يصبح الغضروف حول الأذنين متكتلًا ومشوهًا بسبب استمرار وجود ورم دموي حول السمحاق، مما قد يضعف إمداد الدم والشفاء. نظرًا لموقعها المكشوف، تكون الأذن الخارجية عرضة لقضمة الصقيع وكذلك سرطانات الجلد، بما في ذلك سرطان الخلايا الحرشفية وسرطان الخلايا القاعدية.

### الأذن الوسطي
قد تنثقب طبلة الأذن في حالة حدوث صوت أو انفجار كبير، أو عند الغوص أو الطيران (يسمى الرضح الضغطي)، أو بسبب إدخال أشياء في الأذن. سبب شائع آخر للإصابة هو عدوى مثل التهاب الأذن الوسطى. قد تتسبب هذه في إفرازات من الأذن تسمى otorrhea ، وغالبًا ما يتم فحصها عن طريق تنظير الأذن وقياس السمع. قد يشمل العلاج الانتظار اليقظ، واستخدام المضادات الحيوية، وربما الجراحة، إذا استمرت الإصابة لفترة طويلة أو تأثر موضع العظم. يمكن أن تتسبب كسور الجمجمة التي تمر عبر جزء الجمجمة الذي يحتوي على هياكل الأذن (العظم الصدغي) أيضًا في تلف الأذن الوسطى. الورم الكوليسترول هو كيس من خلايا الجلد الحرشفية التي قد تتطور منذ الولادة أو تكون ثانوية لأسباب أخرى مثل التهابات الأذن المزمنة. قد يضعف السمع أو يسبب الدوخة أو الدوار، وعادة ما يتم فحصه عن طريق تنظير الأذن وقد يتطلب فحصًا بالأشعة المقطعية. علاج الورم الكوليسترول هو الجراحة.

### الأذن الداخلية
هناك آليتان أساسيتان لتلف الأذن الداخلية في المجتمع الصناعي، وكلاهما يؤذي خلايا الشعر. الأول هو التعرض لمستويات صوت مرتفعة (صدمة ضوضاء)، والثاني هو التعرض للعقاقير والمواد الأخرى (السمية الأذنية). يتعرض عدد كبير من الأشخاص لمستويات صوتية بشكل يومي والتي من المحتمل أن تؤدي إلى ضعف شديد في السمع. نشر المعهد الوطني للسلامة والصحة المهنية مؤخرًا بحثًا حول الأعداد التقديرية للأشخاص الذين يعانون من صعوبة في السمع (11٪) والنسبة المئوية لأولئك الذين يمكن أن يعزى وا إلى التعرض للضوضاء المهنية (24٪). علاوة على ذلك، وفقًا للمسح الوطني لفحص الصحة والتغذية (NHANES)، أبلغ ما يقرب من 22 مليونًا (17٪) من العمال الأمريكيين عن تعرضهم للضوضاء الخطرة في مكان العمل. يؤدي تعرض العمال للضوضاء الخطرة إلى تفاقم احتمالية الإصابة بفقدان السمع الناجم عن الضوضاء عندما لا يرتدون أدوات حماية السمع.

### طنين الأذن
طنين الأذن هو سماع الصوت في حالة عدم وجود صوت خارجي. على الرغم من أنه غالبًا ما يوصف بأنه رنين، إلا أنه قد يبدو أيضًا وكأنه نقرة أو هسهسة أو زئير. نادرًا ما تُسمع أصوات أو موسيقى غير واضحة. قد يكون الصوت رقيقًا أو مرتفعًا أو منخفض النبرة أو مرتفع الصوت ويبدو أنه قادم من أذن واحدة أو كليهما. في معظم الأحيان، يأتي بشكل تدريجي. يسبب الصوت لدى بعض الأشخاص اكتئابًا أو قلقًا أو صعوبات في التركيز.
طنين الأذن ليس مرضًا ولكنه أحد الأعراض التي يمكن أن تنتج عن عدد من الأسباب الكامنة. أحد الأسباب الأكثر شيوعًا هو فقدان السمع الناجم عن الضوضاء. تشمل الأسباب الأخرى: التهابات الأذن، وأمراض القلب أو الأوعية الدموية، ومرض منير، وأورام المخ، والضغط العاطفي، والتعرض لبعض الأدوية، وإصابة سابقة في الرأس، وشمع الأذن. وهو أكثر شيوعًا عند المصابين بالاكتئاب والقلق.

## المجتمع والثقافات
تم تزيين الأذنين بالمجوهرات لآلاف السنين، تقليديا عن طريق ثقب شحمة الأذن. في الثقافات القديمة والحديثة، تم وضع الزخارف لتمديد وتوسيع شحمة الأذن، مما يسمح بانزلاق سدادات أكبر في فجوة سمين كبيرة في الفص. تمزق شحمة الأذن من ثقل الأقراط الثقيلة، أو من جر القرط (على سبيل المثال، عن طريق التمزق في سترة)، هو أمر شائع إلى حد ما.

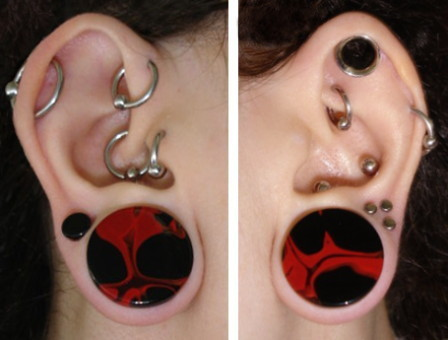
شد شحمة الأذن وثقوب الغضاريف المختلفة.

كانت إصابة الأذنين موجودة منذ العصر الروماني كوسيلة للتوبيخ أو العقاب - «في العصر الروماني، عندما نشأ نزاع لا يمكن تسويته وديًا، ذكر الطرف المتضرر اسم الشخص الذي يعتقد أنه مسؤول أمام رئيس المحكمة؛ إذا لم يحضر الجاني خلال المهلة المحددة، يستدعي المشتكي الشهود للإدلاء بأقوالهم. وإذا رفضوا، كما يحدث غالبًا، يُسمح للطرف المتضرر بسحبهم من الأذن وضغطهم بشدة إذا قاوموا. التعبير الفرنسي»se faire tirer l'oreille«، المعنى الحرفي له هو» سحب أذن المرء«والمعنى المجازي» لأخذ الكثير من الإقناع«. نستخدم التعبير» لتعديل (أو سحب) شخص ما آذان «لتعني» إيقاع العقوبة "."
للصيوان تأثير على مظهر الوجه. في المجتمعات الغربية، تم اعتبار الآذان البارزة (الموجودة في حوالي 5٪ من الأوروبيين العرقيين) غير جذابة، خاصةً إذا كانت غير متماثلة. تم نشر أول جراحة لتقليل بروز الآذان في الأدبيات الطبية من قبل إرنست ديفنباخ في عام 1845، وتقرير الحالة الأول في عام 1881.
تعتبر الآذان المدببة من سمات بعض المخلوقات في الفولكلور مثل الكروكميتين الفرنسي أو الكروب البرازيلي أو عنكبوت الأرض الياباني. لقد كانت سمة من سمات الشخصيات في الفن قديمة قدم اليونان القديمة وأوروبا في العصور الوسطى. تعتبر الآذان المدببة سمة مشتركة للعديد من المخلوقات في النوع الخيالي، إنها سمة من سمات المخلوقات في نوع الرعب، مثل مصاصي الدماء. توجد آذان مدببة أيضًا في نوع الخيال العلمي؛ على سبيل المثال بين سلالات فولكان ورومولان في عالم ستار تريك وشخصية الزاحف الليلي من عالم إكس_من.
كان جورج فون بيكيسي عالم فيزياء حيوية مجريًا ولد في بودابست، المجر. في عام 1961، حصل على جائزة نوبل في علم وظائف الأعضاء أو الطب لأبحاثه حول وظيفة القوقعة في جهاز السمع في الثدييات.
كان فأر شاغر فأرًا مختبريًا نمت على ظهره ما يشبه أذن بشرية. كانت «الأذن» في الواقع عبارة عن هيكل غضروفي على شكل أذن نمت عن طريق زرع خلايا غضروف البقر في قالب على شكل أذن قابل للتحلل الحيوي ثم زرعها تحت جلد الفأر. ثم نما الغضروف بشكل طبيعي من تلقاء نفسه. تم تطويره كبديل لإجراءات إصلاح الأذن أو تطعيمها وقوبلت النتائج بالكثير من الدعاية والجدل في عام 1997.

## الأذن عند الحيوانات غير الثديية
آذان العناكب هي شعيرات على أقدامها تستخدمها لاستشعار الصوت، كما أن للزواحف عظمة واحدة في الأذن الداخلية والوسطى.
لكثير من الحيوانات آذان تُستخدم في السمع وحفظ التوازن، إلا أنّ تركيب الأذن يختلف كثيرًا بين نوع وآخر، كما تختلف الحيوانات في قدرتها على الاستجابة للأصوات، سواء أكانت مرتفعة أو منخفضة التردد، فالخفافيش والقطط والكلاب وبعض الحشرات إضافة لحيوانات أخرى معينة، تستطيع سماع الأصوات ذات التردد العالي جدًا بدرجة أفضل من الإنسان.
لا تمتلك سوى مجموعة محدودة من الحشرات أعضاء سمع حقيقية، وتتكون الأذن ببساطة لدى تلك الحشرات من غشاء رقيق يهتز لدى ارتطام الصوت به. وللأذن أماكن مختلفة في جسد الحشرات تبعًا لنوعها فقد نجدها على الساق أو الجوانب أو مواقع أخرى من الجسم.
ليس للأسماك أي أذن خارجية أو غشاء طبلة إلا أن لبعضها نوعًا مبسطًا من الأذن الداخلية يوجد على جانبي الرأس، وتستطيع هذه الأسماك سماع الموجات الصوتية التي تعبر الماء. وتصل الاهتزازات إلى الأذن الداخلية عبر كيس مليء بالغاز يدعى المثانة الهوائية كما أن لبعض الأسماك سلسلة من العظيمات التي تصل بين المثانة الهوائية والأذن الداخلية.
للضفدع والعلجوم والبرمائيات الأُخرى أُذن وسطى وأذن داخلية، وتتكون الأذن الوسطى للضفدع من غشاء الطبلة ومن غرفة صغيرة على عظيمة واحدة، ويشكل غشاء الطبلة قرصًا ظاهرًا كبيرًا، يقع خلف العين على جانبي الرأس.
لدى معظم الزواحف كما هو الأمر في البرمائيات غشاء طبلة وأذن وسطى وأذن داخلية. والأذن الداخلية لدى بعض أنواع الزواحف، مكتملة، وليس لمعظم الأفاعي غشاء طبلة إلاّ أنها ليست صماء كما يظن الكثيرون، بل تنتقل الأصوات إلى الأذن الداخلية عبر عظام الجمجمة.
لدى الطيور قناة سمع خارجية ووسطى وأذن داخلية منحنية بشكل خفيف إلا أنها ليست ملتفة، وتتشابه قدرة السمع لدى الطيور مع نظيرتها لدى الإنسان.
وقواقع الثدييّات ملتَفّة دائمًا، والثدييات هي الحيوانات الوحيدة التي نجد لديها صيوانًا، يكون في كثير من الأحيان قابلاً للتحرك، ويساعد في تجميع الموجات الصوتية إلى القناة السمعية. وأكبر صيوان بين الحيوانات لدى الفيل الإفريقي، إذ يصل عرضه إلى 1,2 متر، ويساعد هذا في تبريد الجسم خلال الطقس الحار بتحريك الصيوان، كما أن لبعض الحيوانات الأخرى كالأرانب والثعالب صيوانًا كبيرًا جدًا يستخدم في تنظيم حرارة الجسم.
تعتمد حيوانات قليلة، كالخفافيش والحيتان على سمعها أثناء الحركة في الظلام، وذلك من خلال الاستعانة ببروز يسمى محدد موقع الصدى، إذ تُصدر تلك الحيوانات أصواتًا ثم تستمع إلى الصدى الناجم عن ارتداد الأصوات من أسطح الأشياء المختلفة، وبإمكان تلك الحيوانات من خلال هذه الأصداء تحديد أبعاد واتجاهات تلك الأشياء.

## عيوب السمع
يصاب الإنسان الذي يتعرض لأصوات عالية لمدة طويلة بضعف في السمع لأنها تعمل على تمزق الخلايا الشعرية في قوقعة الأذن الداخلية. ومن هنا فيجب تحذير الصغار من سماع الأصوات العالية وعلى الأخص بواسطة السماعات (يمكن ضبط ارتفاع الصوت). كلما اشتد الصوت فإنه يثير عدد أكبر من الخلايا الشعرية في الأذن وتنتقل الإثارة من أول القوقعة إلى آخرها اللولبي عن طريق الخلايا الشعرية ، عندئذ تؤثر الأطراف النهائية للخلايا الشعرية على أطراف الأعصاب المتصلة بها. وتقل درجة السمع لدى كبار السن طبيعيا وهي تقل لديهم رويدا رويدا بسبب تآكل الخلايا الشعرية الموجودة في قوقعة الأذن مع مرور الزمن. كذلك تعمل الأصوات العالية المستمرة على تآكل الخلايا الشعرية وقد تمزقها فتقل درجة السمع. هذا الضرر السمعي يحدث إذا تعرض المرء إلى أصوات شديدة أعلى من 90 ديسيبل لمدة طويلة.
يبدأ ضعف السمع أولا بعدم سماع الموجات الصوتية بين 4000 و6000 هرتز، نظرا لانقطاع الخلايا الشعرية الموجودة في قوقعة الأذن. وتقل درجة السمع رويدا رويدا بدون أن يشعر الشخص بذلك إلى أن ينبهه من حوله إلى أن سمعه قد ضعف.
يجب أن يحافظ مستمعوا الاصوات العالية على سلامة آذانهم وسمعهم وذلك عن طريق خفض الصوت إلى حد سليم. أما العاملين بأدوات ذات صوت عالي مثل المنشار الآلي والخرامة الكهربائية أو العاملين بالمطرقة الكهربائية في رصف الشوارع وغيرهم، فيجب أن يحموا آذانهم بما يشبه السماعات (سماعات تحجب الصوت) ذلك لأن الأصوات العالية تقطع الشعيرات السمعية في الأذن الداخلية الواحدة تلو الأخرى، ولا سبيل لإصلاحها بعد تقطعها وتلفها.
كما توجد لدي الأطباء أجهزة يمكن بها فحص درجة السمع. فإذا كان السمع ضعيفا فقد ابتكرت التقنية الحديثة سماعات أذن تساعد الكبار والصغار على تحسين سمعهم. وبعض تلك الأجهزة الصغيرة التي تكاد أن تكون غير ملحوظة للآخرين مزود بحاسوب صغير جدا فيه يضبط السمع آليا. كما أنه توجد بعض تلك السماعات تمكّن من اتصالها الاسلكي بالهاتف المحمول أو الراديو أو التلفزيون.

## معرض صور

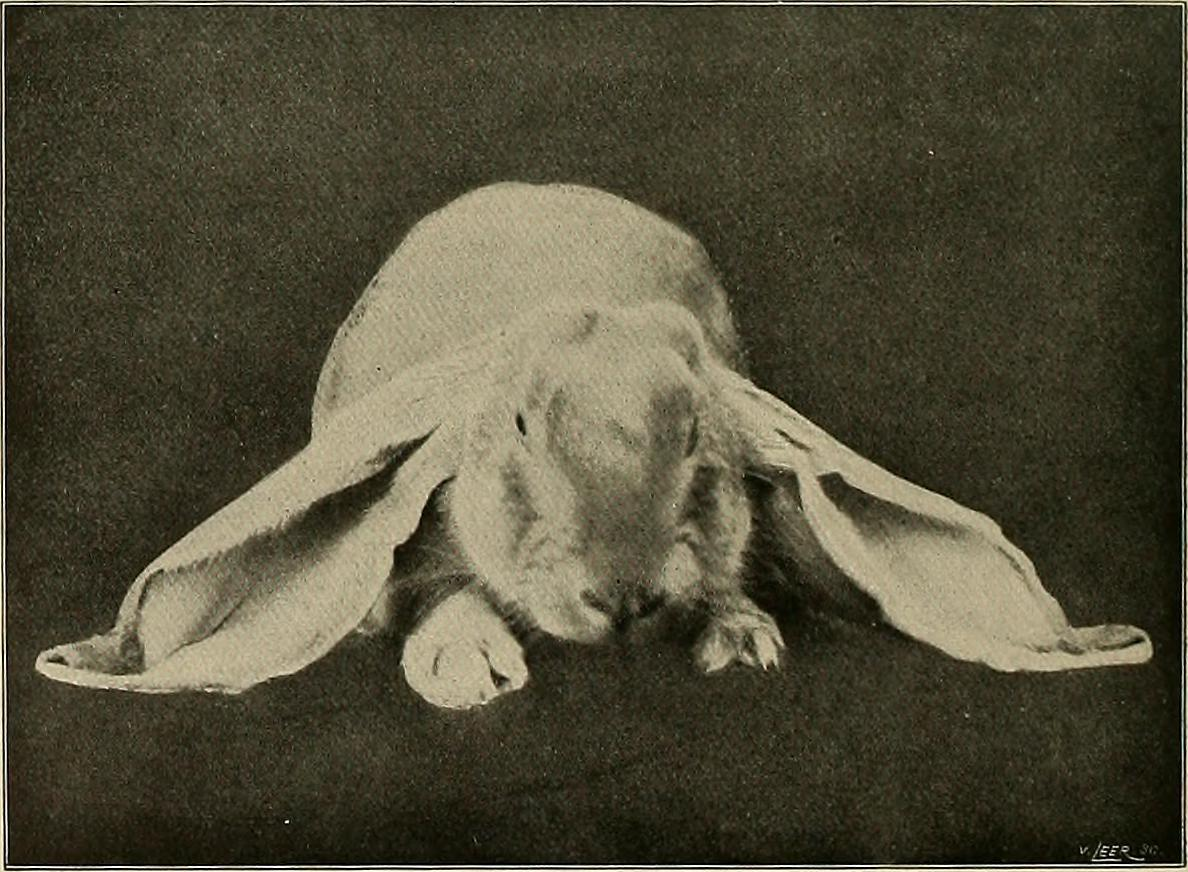
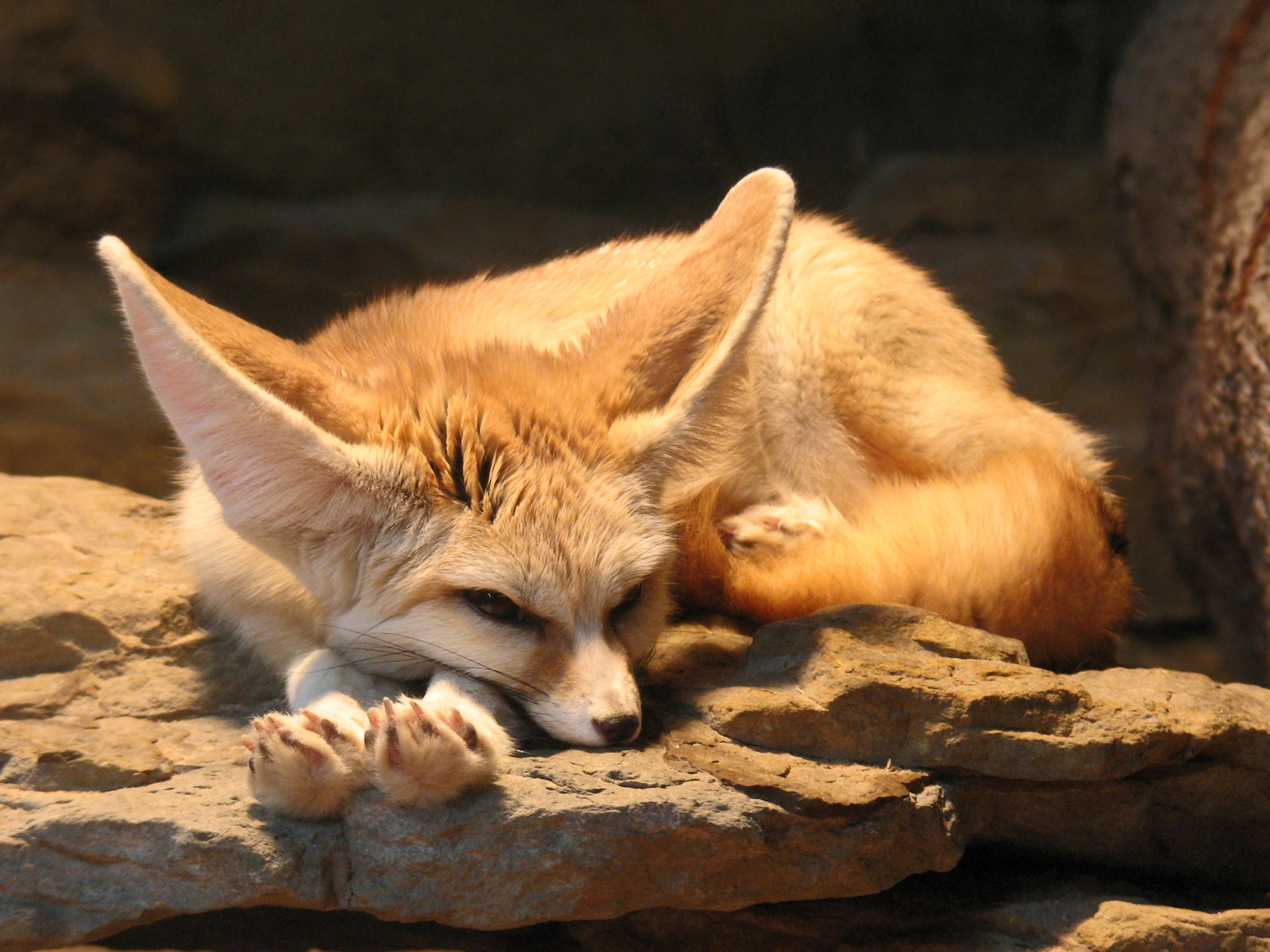
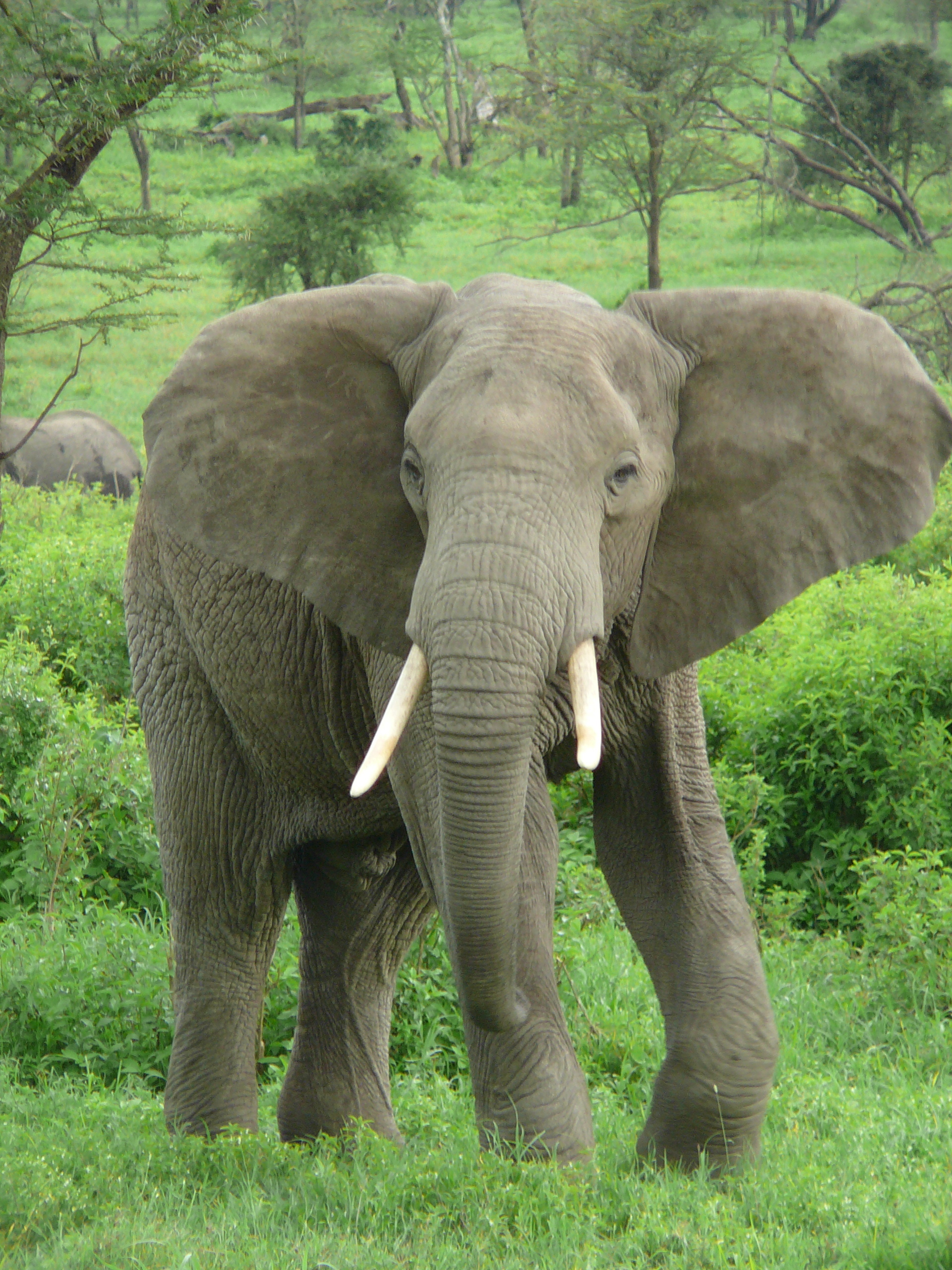

## إحصائية التعرض لأصوات عالية 2014
فوض الاتحاد الأوروبي ألمانيا بإجراء حصر لتعرض الناس للأصوات العالية في حياتهم اليومية. وكانت النتيجة كالآتي بالنسبة لعدد ساعات تعرض الناس لأصوات شديدة أعلى من 85 dB (تقاس شدة الصوت بالديسيبل، حيث أن زيادة الديسيبل بمقدار 10 dB تعني زيادة شدة الصوت بمقدار الضعف. كما أنه من المعلوم أن شدة الصوت العادية تكون في حدود 60 ديسيبل):
- 85 ديسيبل: 40 ساعة
- 91 ديسيبل: 20 ساعة
- 96 ديسيبل: 3 ساعات
- 101 ديسيبل: 1 ساعة
- 104 ديسيبل: 30 دقيقة
- 109 ديسيبل: 10 دقائق
- 112 ديسيبل:5 دقائق

هذه الارقام في كل أسبوع.(*)